# El Affroun
El Affroun è un comune dell'Algeria, situato nella provincia di Blida.

## Infrastrutture e trasporti

### Strade
- Autostrada A1, chiamata anche l'autostrada dell'ovest, che attraversa il territorio comunale, con una uscita.